# Châteaumeillant
Châteaumeillant is een gemeente in het Franse departement Cher (regio Centre-Val de Loire). De plaats maakt deel uit van het arrondissement Saint-Amand-Montrond. Châteaumeillant telde op 1 januari 2022 1.666 inwoners.

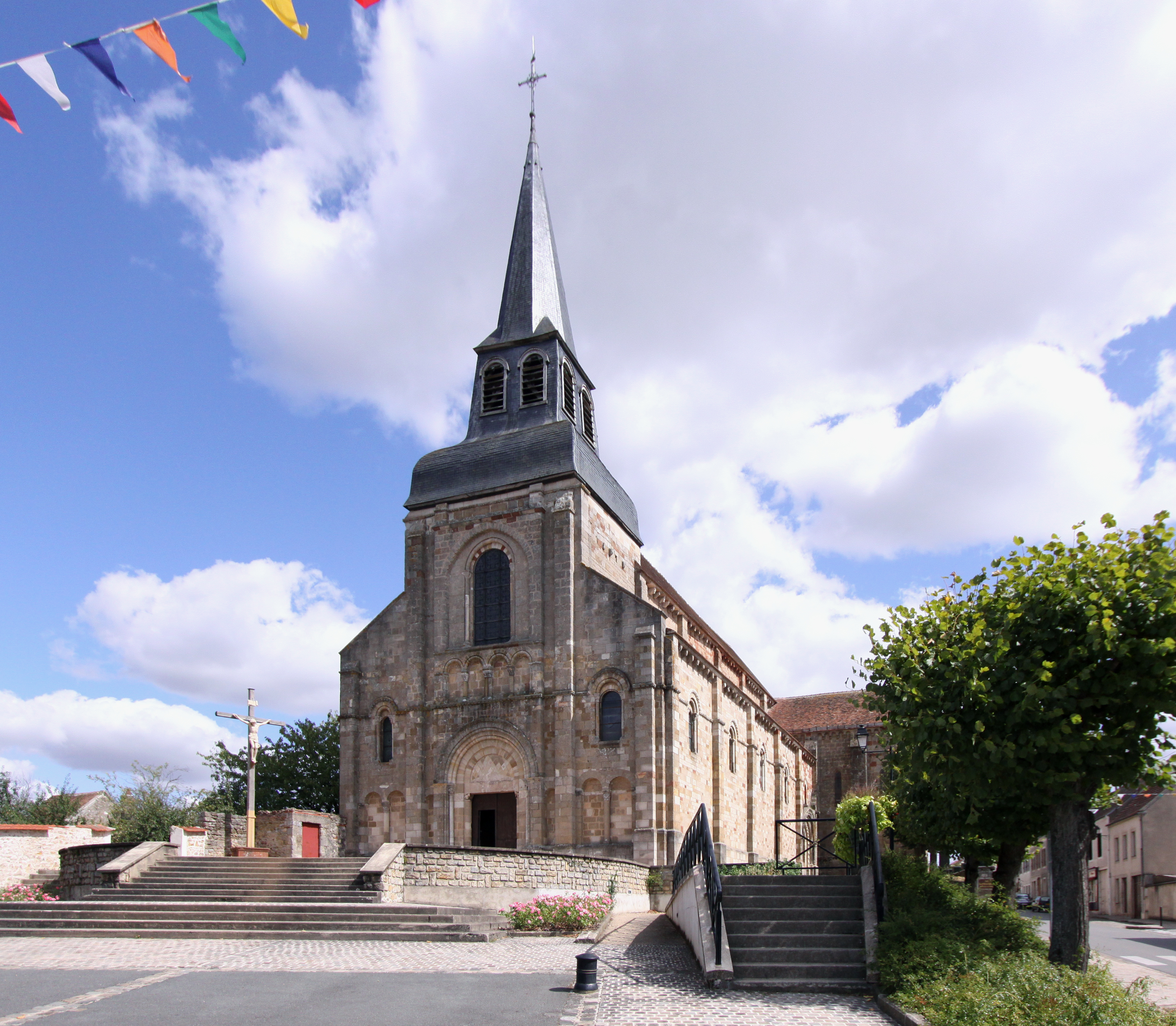
Kerk in Châteaumeillant
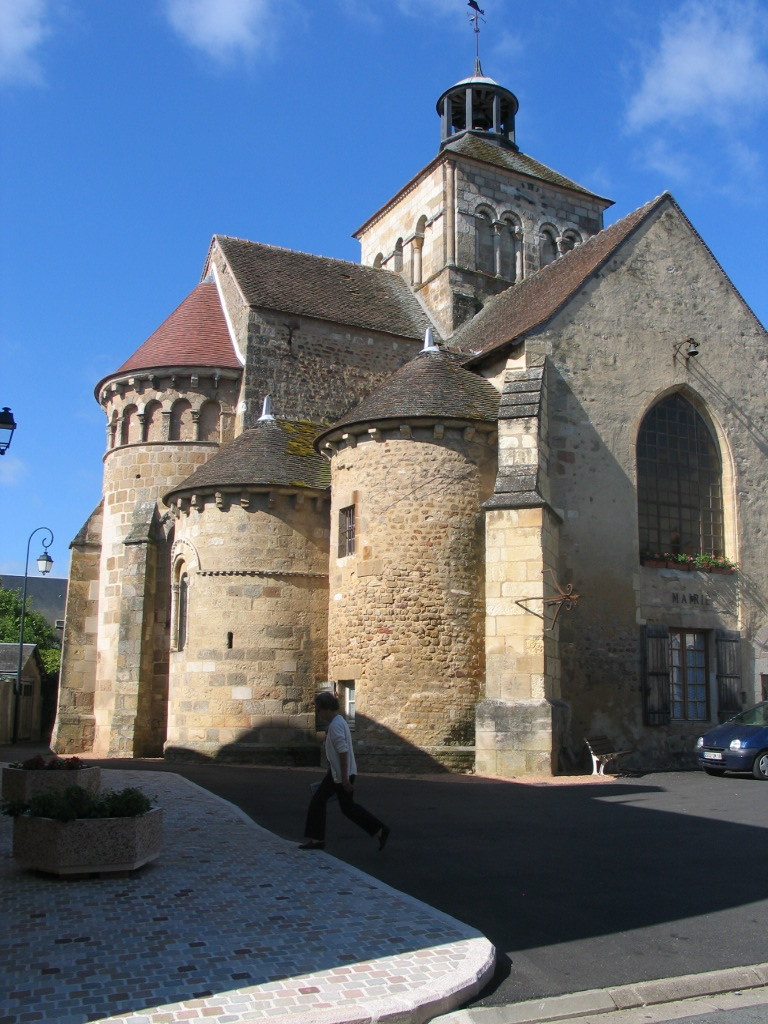
Notre Dame van Châteaumeillant
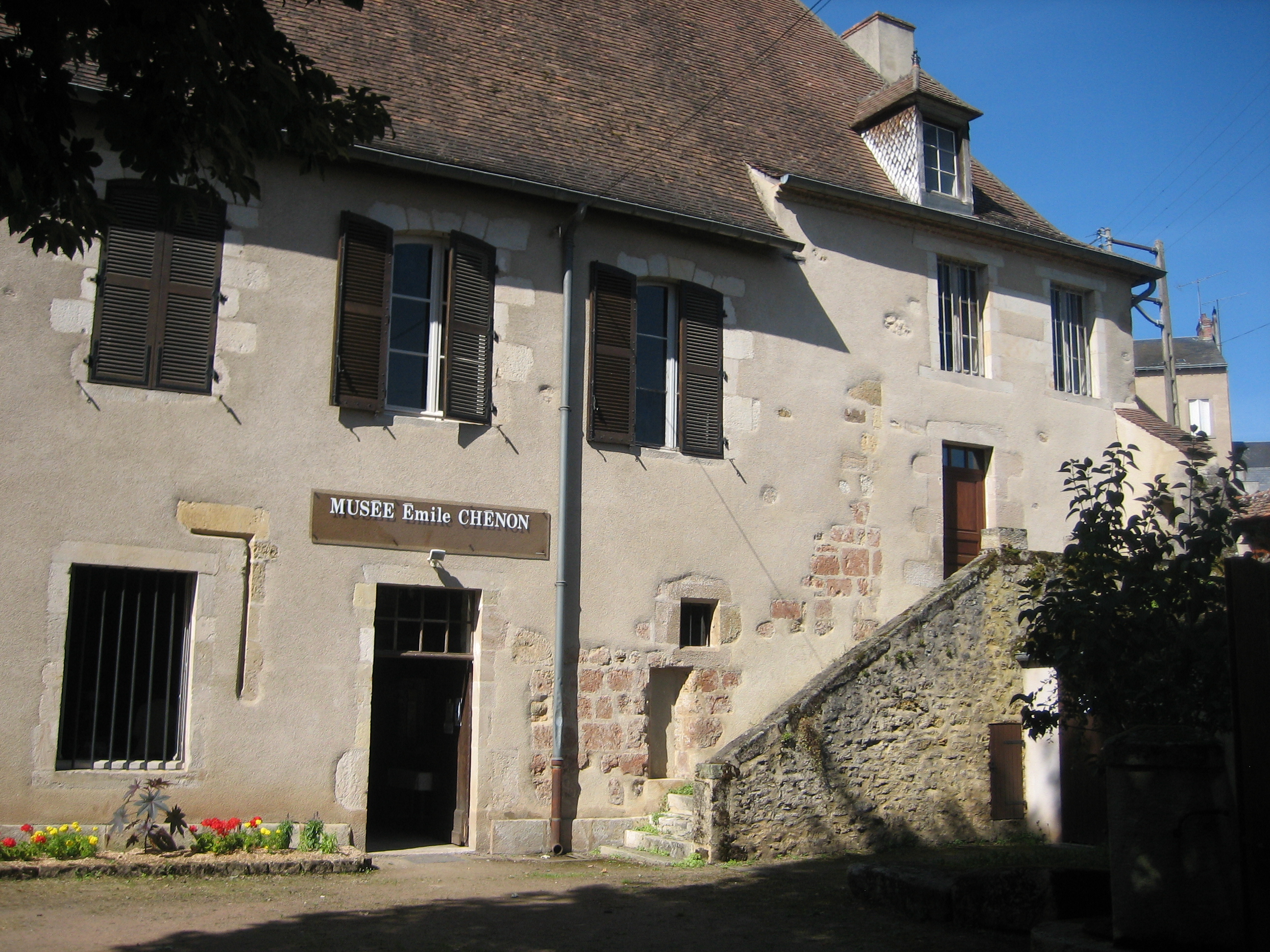
Museum in Châteaumeillant

## Geografie
De oppervlakte van Châteaumeillant bedroeg op 1 januari 2022 42,48 vierkante kilometer; de bevolkingsdichtheid was toen 39,2 inwoners per km².
De onderstaande kaart toont de ligging van Châteaumeillant met de belangrijkste infrastructuur en aangrenzende gemeenten.

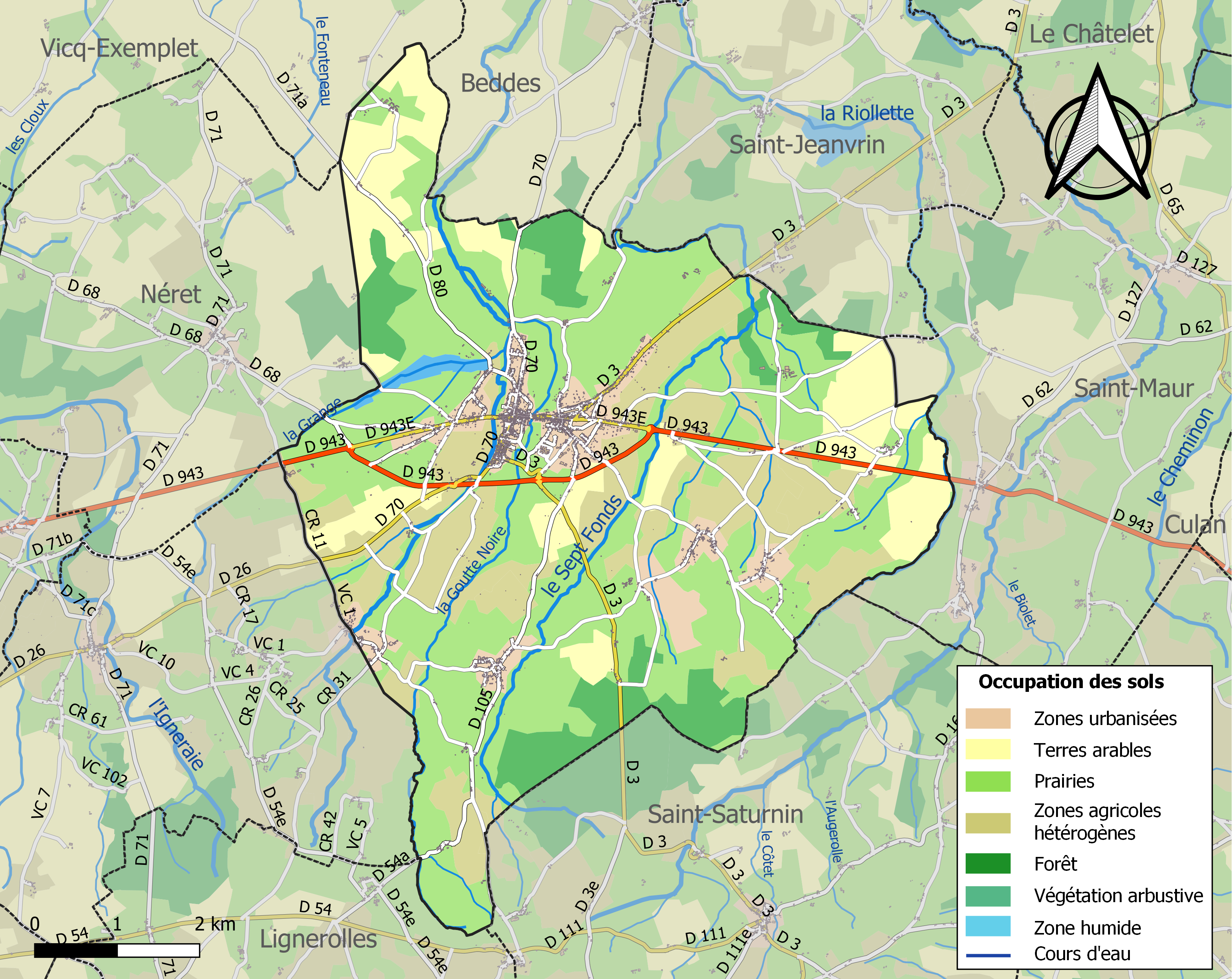

## Demografie
Onderstaande figuur toont het verloop van het inwonertal (bron: INSEE-tellingen).